# Derrick Clark
Derrick Lee „Showtime“ Clark (* 4. Mai 1971 in Apopka, Florida) ist ein ehemaliger US-amerikanischer American-Football-Spieler auf der Position des Runningbacks. Er spielte in der National Football League ein Jahr lang für die Denver Broncos und später bei Rhein Fire in der NFL Europe sowie für Orlando Rage in der XFL.

## Karriere
Vor seiner NFL-Karriere spielte Clark 1989 und 1990 am Garden City Community College als Runningback und Tight End, bevor 1991 an die Florida State University wechselte und drei Spiele als Safety für die Florida State Seminoles absolvierte, bevor er wegen einer Schulterverletzung ausfiel. Am Evangel College in Springfield, Missouri war Clark 1992 und 1993 zentraler Spieler der Offense seines Teams und stellte zahlreiche Rekorde auf, zudem spielte er auch Basketball und war als Leichtathlet aktiv. Clark wurde am 4. Mai 1994 von den Denver Broncos aus der National Football League als Undrafted Free Agent unter Vertrag genommen, nachdem er im NFL Draft 1994 nicht ausgewählt worden war. Er spielte in allen 16 Spielen der regulären Saison, wobei er in vier Spielen als Starter auf dem Feld stand. Clark erlief bei 56 Läufen 168 Yards und erzielte drei Touchdowns. Außerdem konnte er neun Pässe für 47 Yards Raumgewinn fangen.
Die Denver Broncos verpflichteten Clark im Februar 1996 erneut und gaben ihn an die World League of American Football (ab 1998 NFL Europe) ab, wo er für Rhein Fire spielte. Er war mit 84 Läufen für 399 Yards und drei Touchdowns der führende Läufer des Teams. Außerdem konnte er 37 Pässe für 229 Yards fangen. Nach der WLAF-Saison kehrte Clark nach Denver zurück, wurde aber noch während der Preseason am 18. August entlassen. Danach spielte er weiter in Düsseldorf und gewann mit Rhein Fire 1998 den World Bowl. Im selben Jahr wurde er ins All-World-League-Team gewählt. Mit 21 Touchdowns als Läufer ist er der Rekordhalter der Liga. Seine professionelle Karriere beendete 2001 er bei Orlando Rage in der XFL, mit denen er den Conference Titel in der Eastern Division gewann. 2021 wurde er in die Hall of Fame seiner Universität aufgenommen.
Clark ist der Besitzer und Cheftrainer der Daytona Beach Broncos in der Florida Champion Football League.